# 克利馬什海峽
62°21′25″S 59°47′50″W / 62.35694°S 59.79722°W

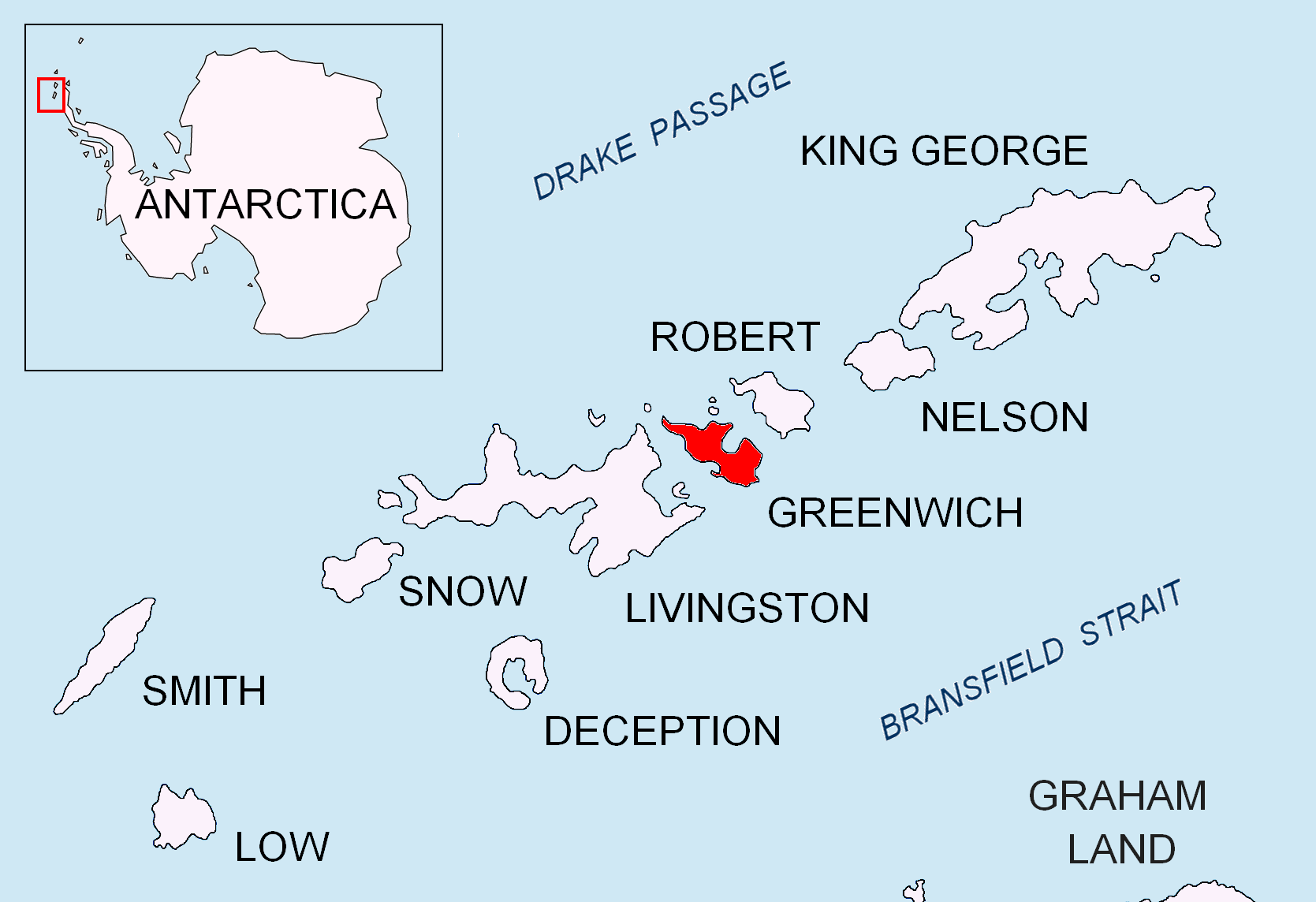

克利馬什海峽（Klimash Passage），是南極洲的海峽，位於南設得蘭群島，寬1.9公里，西北面是塔布勒島和鮑勒岩，東南面是莫里斯岩，以保加利亞東南部城鎮命名，現時由南極條約體系管理。